# Akermania sylvatica
Akermania sylvatica är en kräftdjursart som beskrevs av Barnard 1958. Akermania sylvatica ingår i släktet Akermania och familjen Armadillidae. Inga underarter finns listade i Catalogue of Life.